# 中華ちらし

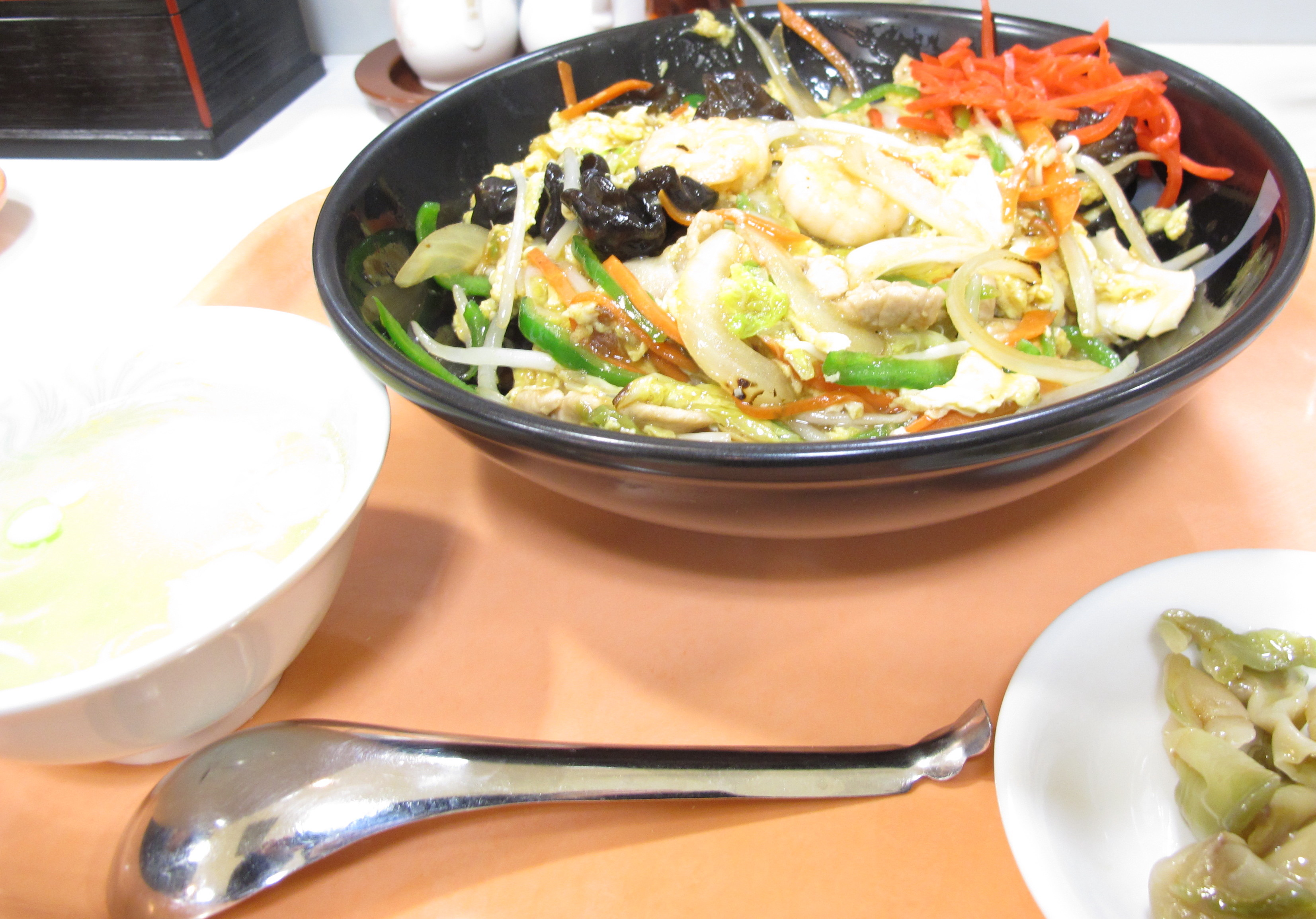
手造り中華総菜「かが屋」中華ちらし

中華ちらし（ちゅうかちらし）は、各種の具材を炒めて味付けし、ご飯の上に載せた料理であり、北海道帯広市ではこれを「中華チラシ」としてご当地グルメの一つになっている。
帯広市内では「ちらし」と省略されて呼ばれる場合があるが、ちらし寿司の一種ではなく、もちろん酢飯も用いられない。発想としてはぶっかけ飯の系譜であり、中華丼や広東飯或いは沖縄県のちゃんぽんなどに近い料理である。
これは、1970年に帯広市で作られた料理が元となっている。
帯広市内では、約30軒の中華料理店のメニューに含まれ、海老・イカ・インゲンマメ・ハム・鶏卵・もやしなどの具材を油で炒め、甘い醤油タレで味付けし、中華丼のように皿のご飯の上に載せ、紅ショウガ・和からしを添える。セット品で、塩・胡椒で味付けした酸味の強いスープ。もしくは、わかめスープと、小皿に沢庵漬けが盛られて出され、スプーン・箸を使って食する。